# Коростенская швейная фабрика
Коростенская швейная фабрика (укр. Коростенська швейна фабрика) — предприятие швейной промышленности в городе Коростень Житомирской области.

## История
Швейная фабрика была создана в соответствии с четвёртым пятилетним планом восстановления и развития народного хозяйства СССР и введена в эксплуатацию в 1948 году.
В советское время входила в число ведущих предприятий города. Основной продукцией являлась готовая одежда, численность работников фабрики составляла 560 человек.
После провозглашения независимости Украины государственное предприятие было приватизировано, с 1994 года собственником фабрики является ЗАО «Арсанія».
В 2004 году была создана корпорация «Холдинг предприятий швейной промышленности „Украинская одежда“», в состав которой вошли пять предприятий лёгкой промышленности на территории Украины (корпорация предприятий лёгкой промышленности «Текстиль Украины», ОАО «Киевская лентоткацкая фабрика», ЗАО «Уманская швейная фабрика», Коростенская швейная фабрика, а также ОАО «Нега» из Симферополя), владельцами контрольного пакета акций которой стали белорусские бизнесмены Владимир Кондрашов и Александр Шутов. После того, как в конце 2006 года владельцем контрольного пакета акций Киевской лентоткацкой фабрики стала инвестиционная компания «Тект», начавшая вывод активов предприятия в ООО «Украинская лентоткацкая фабрика». В результате, возник конфликт хозяйственных интересов предприятий-участников холдинга и в октябре 2007 года холдинг «Украинская одежда» прекратил своё существование.
Начавшийся в 2008 году экономический кризис и сокращение спроса на продукцию предприятия осложнили положение фабрики, но в 2009 году она получила государственный заказ на изготовление крупной партии марлевых повязок и в дальнейшем положение предприятия стабилизировалось.

## Современное состояние
Предприятие специализируется на пошиве лёгкой верхней женской одежды (блузы, платья, юбки, брюки, жакеты...) и детской одежды, а также производит спецодежду, постельное бельё, занавеси и обувные стельки.